# Continuous Current Mode
Continuous Current Mode (CCM, wörtlich etwa „kontinuierlich fließender Strom“, dt. „nicht-lückender Betrieb“) ist ein Begriff aus der Leistungselektronik in Bezug zu Schaltreglern.
Dabei wird während des normalen Betriebes der Stromfluss durch die Speicherdrossel des Wandlers (Hoch- und Tiefsetzsteller, Gegentaktflusswandler) bzw. durch den Speichertransformator eines Sperrwandlers (engl. Flyback Converter) nie zu null. Das bedeutet, dass kein lückender Betrieb vorliegt.
Der Gegensatz zu diesem Betriebsmodus ist der Discontinuous Current Mode.

## Vorteile
- Die Drossel kann mit hohem Strom bis an ihre thermische Belastungsgrenze betrieben werden. Dadurch können die Kosten für eine Gleichstromsteller-Lösung gesenkt werden.
- Die Drossel wird im linearen Bereich betrieben, dadurch ist beim Entwurf eine Kleinsignalanalyse (AC-Analyse) möglich.
- Die Ummagnetisierungsverluste im Kern der Drossel sind gering.
- Die Welligkeit des Ausgangsstromes beim Tiefsetzsteller und beim Flusswandler ist gering.
- Die Welligkeit des Eingangsstromes beim Hochsetzsteller und bei dem Sperrwandler ist geringer als bei lückendem Betrieb.

## Nachteile
- Schaltverluste sowohl beim Aus- als auch beim Einschalten, da der Schaltvorgang nicht stromlos erfolgt.
- Stabilitätsprobleme, insbesondere bei der Boost-Topologie.